# Orka (Schiff)
Die Orka ist ein Messschiff des Wasserstraßen- und Schifffahrtsamtes Nord-Ostsee-Kanal.

## Geschichte
Das Schiff wurde von der Fachstelle Maschinenwesen Nord für das damalige Wasser- und Schifffahrtsamt Brunsbüttel bestellt. Es wurde unter der Baunummer 2030 auf der Fassmer-Werft in Berne/Motzen gebaut und am 12. Mai 2006 an das Wasser- und Schifffahrtsamt Brunsbüttel übergeben.
Der Name setzt sich aus den Anfangsbuchstaben von „Ortungs-Katamaran“ zusammen. Durch die Orka wurde das frühere Peilschiff Karl Hayssen ersetzt.

## Einsatz
Das Schiff wird für Peilungen und gewässerkundliche Messungen sowie Aufsichts- und Kontrollfahrten auf dem Nord-Ostsee-Kanal, dem Gieselaukanal und den Nebenflüssen der Unterelbe eingesetzt. Es ist als Katamaran ausgelegt und hat so im Vergleich zu einem Einrumpfschiff eine stabilere Lage im Wasser und krängt weniger.

## Technische Daten und Ausstattung
Die Orka wird von zwei Volvo-Dieselmotoren mit einer Leistung von jeweils 153 kW angetrieben. Die Motoren wirken über Getriebe auf zwei Ruderpropeller.
Das Schiff ist für Vermessungsarbeiten mit einem Echolot ausgestattet. Es verfügt über zwei je 3,3 m lange, ausklappbare Peilausleger. Die Gesamtbreite des vermessenen Bereichs beträgt so 15 m.
Im Vorschiffsbereich befindet sich auf der Steuerbordseite ein Hydraulikkran. Die Fixpunkthöhe des Schiffes beträgt 5 m. Das Schiff hat eine Reichweite von 1.200 Seemeilen.